# Péterhida
Péterhida es un pueblo ubicado en el distrito de Barcs, en el condado de Somogy, Hungría.

## Superficie
Posee una superficie de 11,62 kilómetros cuadrados.

## Demografía
Hasta 2019 la población era de 156 habitantes, con una densidad de población de 13,43 habitantes por kilómetro cuadrado.